# 공재민
공재민(1976년 1월 4일 ~ )은 대한민국의 배우이다.